# Riksväg 19
Der Riksväg 19 ist eine schwedische Fernverkehrsstraße. Die Straße verläuft auf einer Länge von rund 90 km ungefähr in Süd-Nord-Richtung von Ystad in Schonen über Kristianstad zum Riksväg 23, auf den sie nördlich von Broby trifft. Auf eine Strecke von rund 9 km verläuft sie gemeinsam mit dem Europaväg 22.

## Verlauf
Die Straße beginnt im Fährhafen Ystad. Von dort führt sie westlich an Tomelilla vorbei, nähert sich bei Brosarp der Hanöbucht der Ostsee, verläuft nördlich von Everöd ein Stück gemeinsam mit dem Europaväg 22, verlässt diesen bei Kristianstad wieder und endet schließlich bei Hästveda am Riksväg 23. 